# Bahnstrecke Maragha–Urmia
| Maragha–Urmia  | Maragha–Urmia        |
| -------------- | -------------------- |
| Streckenlänge: | 180 km               |
| Spurweite:     | 1435 mm (Normalspur) |
|                |                      |

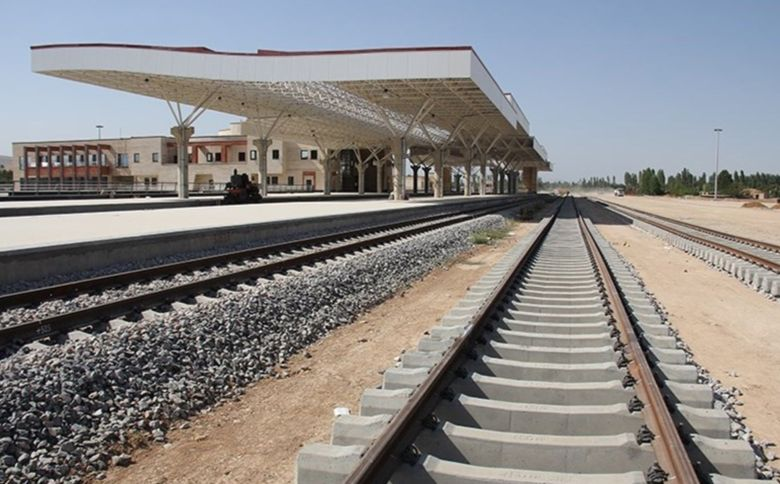
Der Bahnhof von Urmia-7 an der Strecke.

Die Bahnstrecke Maragha–Urmia ist eine Bahnstrecke im Iran.

## Geografische Lage
Maragha liegt mit einem Bahnhof an der Bahnstrecke Teheran–Täbris. Die Bahnstrecke Maragha–Urmia zweigt hier ab, umrundet in einem großen, nach Süden ausgreifenden Bogen den Urmia-See und erreicht dann die gleichnamige Stadt Urmia an dessen Westufer. Die Strecke ist 180 km lang.

## Geschichte
Die Strecke wurde am 24. November 2019 eingeweiht. Sie wurde in der im Iran standardmäßig verwendeten Normalspur errichtet.

## Betrieb
Auf der Strecke findet auch Personenverkehr statt.